# Trisectriu de Maclaurin

La trisectriu de Maclaurin mostrant la propietat de trisecar l'angle.

En geometria, la trisectriu de Maclaurin és una corba cúbica notable per la seva propietat de treisctriu, la qual cosa vol dir que es pot fer servir per trisecar un angle. Es pot definir com el lloc geomètric dels punts d'intersecció de dues rectes, girant cada una a una velocitat angular uniforme al voltant de punts separats, de manera que la proporció de les velocitats de rotació sigui de 1:3 i les línies inicialment coincideixin amb la línia entre els dos punts. Una generalització d'aquesta construcció s'anomena una sectriu de Maclaurin. La corba s'anomena en honor de Colin Maclaurin que va investigar la corba el 1742.

## Equacions
Siguin dues rectes que giren al voltant dels punts {\displaystyle P=(0,0)} i {\displaystyle P_{1}=(a,0)} de manera que quan la recta que gira al voltant de {\displaystyle P} formi un angle {\displaystyle \theta } amb l'eix x, la que gira entorn a {\displaystyle P_{1}} formi un angle {\displaystyle 3\theta }. Sia {\displaystyle Q} el punt d'intersecció, llavors l'angle format per les rectes a {\displaystyle Q} és {\displaystyle 3\theta }. Pel teorema del sinus,
{\displaystyle {r \over \sin 3\theta }={a \over \sin 2\theta }}
així l'equació en coordenades polars és (tret d'una translació i una rotació)
{\displaystyle r=a{\frac {\sin 3\theta }{\sin 2\theta }}={a \over 2}{\frac {4\cos ^{2}\theta -1}{\cos \theta }}={a \over 2}(4\cos \theta -\sec \theta )}.
La corba és per tant un membre de la família de les concoides de De Sluze.
En coordenades cartesianes l'equació és
{\displaystyle 2x(x^{2}+y^{2})=a(3x^{2}-y^{2})}.
Si l'origen es trasllada a (a, 0) llavors una deducció similar a la de damunt mostra que l'equació de la corba en coordenades polars esdevé
{\displaystyle r={\frac {a}{2\cos {\theta  \over 3}}}}
fent-la un exemple d'una epispiral.

## La propietat de trisecció
Donat un angle {\displaystyle \phi }, es traça una recta des de {\displaystyle (a,0)} l'angle de la qual amb l'eix {\displaystyle x} és {\displaystyle \phi }. Es dibuixa una altra recta des de l'origen fins al punt on la primera recta talla la corba. Llavors, per la construcció de la corba, l'angle entre la segona recta i l'eix {\displaystyle x} és {\displaystyle \phi /3}.

## Punts notables i propietats
La corba té toca l'eix x a {\displaystyle 3a \over 2} i té un punt doble a l'origen. La recta vertical {\displaystyle x={-{a \over 2}}} és una asímptota. La corba talla la recta x = a, o el punt corresponent a la trisecció d'un angle recte, a {\displaystyle (a,{\pm {1 \over {\sqrt {3}}}a})}. Com una cúbica nodal, és del gènere zero.

## Relació amb altres corbes
El trisectriu de Maclaurin es pot definir a partir de seccions còniques de tres maneres. Específicament:
- És la inversa de la hipèrbole respecte a la circumferència de radi unitat

{\displaystyle 2x=a(3x^{2}-y^{2})}.
- És cissoide de la circumferència

{\displaystyle (x+a)^{2}+y^{2}=a^{2}}
i la recta {\displaystyle x={a \over 2}} respecte a l'origen.
- És la corba podaria de la paràbola respecte a l'origen

{\displaystyle y^{2}=2a(x-{\tfrac {3}{2}}a)}.
A més a més:
- La inversa respecte al punt {\displaystyle (a,0)} del cargol trisectriu.
- La trisectriu de Maclaurin es relaciona amb el foli de Descartes per la transformació afí.